# هاکونا ماتاتا

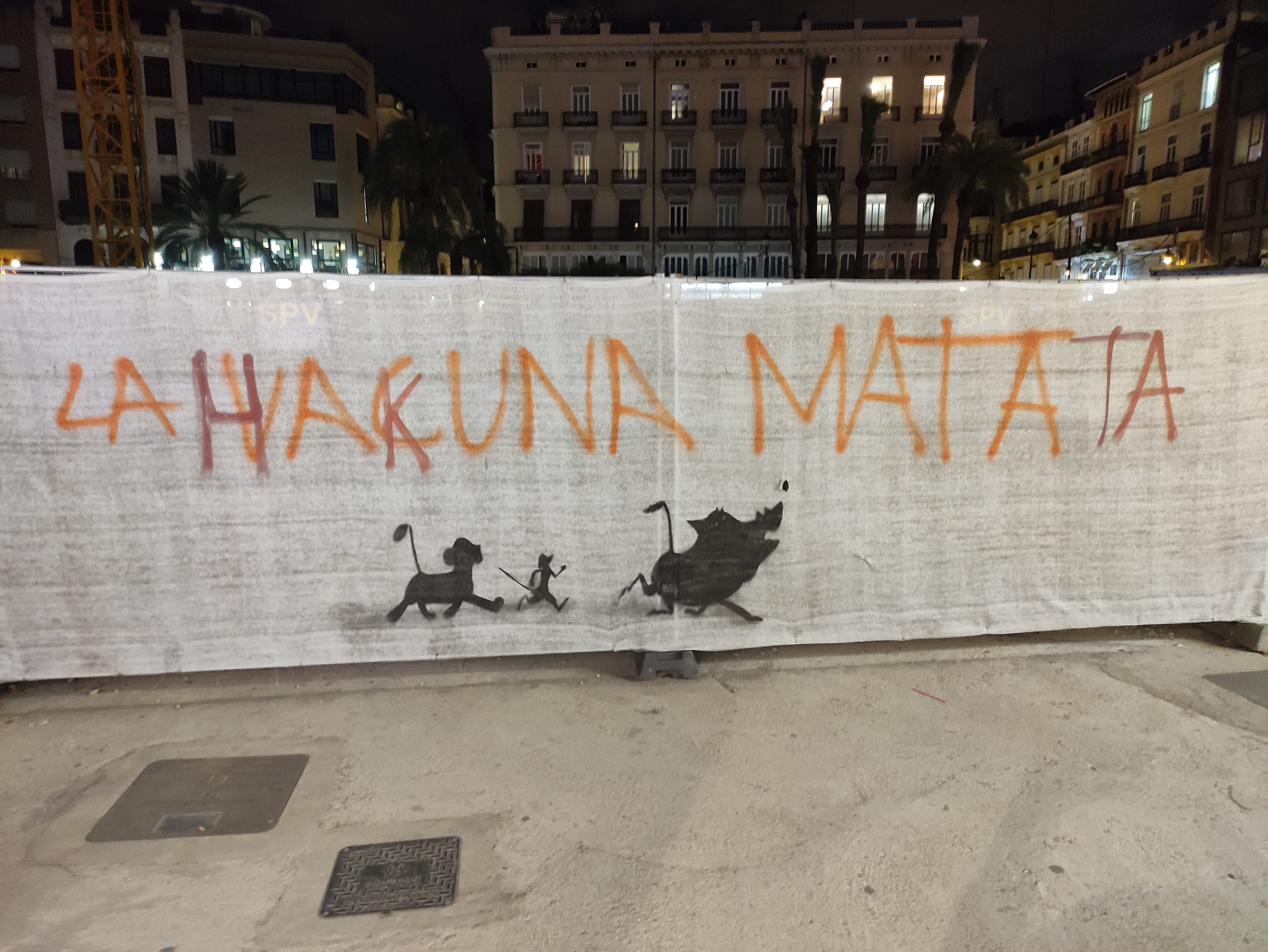
پارچه نوشته‌ای از هاکونا ماتاتا و انیمیشن شیرشاه

هاکونا ماتاتا (به سواحلی: Hakuna matata، هَكُونَ مَتَاتَ) جمله ایست‌ به زبان سواحلی در شرق آفریقا که به معنای «مشکلی نیست» استفاده می‌شود. هاکونا به معنی «چیزی وجود ندارد» است و ماتاتا نیز به معنی مشکل است.
این جمله در انیمیشن شیرشاه ساخت والت دیزنی مورد استفاده قرار گرفت و به شهرت رسید. در آنجا جمله فوق به معنی «هر چه بادا باد» ترجمه شد.

## انیمیشن شیرشاه
در ۱۹۹۴ انیمیشن والت دیزنی با استفاده از این جمله در انیمیشن شیرشاه و تبدیل کردنش به یک آهنگ جلمه فوق را به شهرت جهانی رساند. تیمون و پومبا به سیمبا یاد می‌دهند که باید گذشته را فراموش کند و حال را دریابد. موسیقی هاکونا ماتاتا توسط التون جان نوشته شده، تیم رایس نیز که ترانه آن را نگاشته‌است جمله را در کتاب جملات زبان سواحیلی یافته. ترانه فوق نامزد جایزه اسکار بهترین ترانه در شصت و هفتمین دوره جوایز اسکار به سال ۱۹۹۵ میلادی شد و بعدتر نیز توسط بنیاد فیلم آمریکا به عنوان ۹۹امین ترانه برتر تاریخ سینما از لیست صدتایی این بنیاد انتخاب گردید.